# 福龍岳茂生
福龍岳 茂生（ふくりゅうだけ しげお、1959年5月8日 - ）は、福岡県嘉穂郡嘉穂町（現・嘉麻市）出身、出羽海部屋所属の元大相撲力士。本名は中尾 茂生（なかお しげお）。身長177cm、体重139kg。
得意手は右四つ、下手投げ。最高位は東十両12枚目（1987年11月場所）。

## 来歴
中学生の時はバレーボール部に所属し、アタッカーとして活躍したが、相撲大会にも駆り出され、中学2 - 3年生の福岡県大会で3位に入賞した。高校へ進学して相撲部に所属する事が内定し、中学校卒業を間近に控えたときに勧誘され、本人も相撲が好きだったので高校の内定を断り入門を決意した。
中学卒業と同時に出羽海部屋に入門し、1975年3月場所に初土俵を踏んだ。100kg強の軽量であったため、三段目上位で苦労した。徐々にではあったが、体重も130kg近くまで増加すると、得意の右四つからの下手投げに威力が増し幕下でも勝ち越せるようになった。1987年9月場所に東幕下14枚目で7戦全勝の成績で幕下優勝を果たし、翌11月場所に十両に昇進した。ご当所であったため、地元の歓声を浴び土俵を勤めたが、成績は伸びず5勝10敗と負け越し1場所で幕下に陥落した。以降は、十両復帰を目指して相撲を取り続けたが、怪我により三段目で相撲をとることがほとんどであった。1992年9月場所限りで現役を引退。引退後は、世話人に転身し、2024年5月7日限りで停年（定年）退職するまで務めた。

## その他
- 1978年に幕下に昇進したが三段目上位で苦労し、9回目の昇進で十両に昇進し、通算で幕下に14回昇進した。これは当時1位の記録で現在も2位タイである。（十両経験者では12回以上では唯一の力士である）
- 1987年9月場所に東幕下14枚目で7戦全勝したが、幕下上位15枚目以内の勝越しはこの時1度だけである。

## 主な成績
- 生涯成績：367勝324敗52休 勝率.531
- 十両成績：5勝10敗 勝率.333
- 現役在位：78場所
- 十両在位：1場所
- 各段優勝
  - 幕下優勝：1回（1987年9月場所）

### 場所別成績
| | 一月場所 初場所（東京） | 三月場所 春場所（大阪） | 五月場所 夏場所（東京） | 七月場所 名古屋場所（愛知） | 九月場所 秋場所（東京）   | 十一月場所 九州場所（福岡） |
| --- | ----------------------- | ----------------------- | ----------------------- | --------------------------- | ------------------------- | --------------------------- |
| 1975年 （昭和50年） | x                       | （前相撲）              | 西序ノ口5枚目 3–4       | 東序二段120枚目 5–2         | 西序二段81枚目 3–4        | 西序二段93枚目 5–2          |
| 1976年 （昭和51年） | 東序二段58枚目 3–4      | 東序二段75枚目 4–3      | 東序二段39枚目 5–2      | 西序二段筆頭 3–4            | 東序二段20枚目 5–2        | 西三段目71枚目 3–4          |
| 1977年 （昭和52年） | 西三段目85枚目 2–5      | 西序二段19枚目 3–2–2    | 西序二段36枚目 3–4      | 西序二段49枚目 5–2          | 西序二段15枚目 3–4        | 東序二段25枚目 6–1          |
| 1978年 （昭和53年） | 東三段目60枚目 3–4      | 西三段目69枚目 3–3–1    | 東三段目80枚目 7–0      | 西幕下60枚目 2–5            | 西三段目26枚目 3–4        | 西三段目39枚目 3–4          |
| 1979年 （昭和54年） | 東三段目50枚目 5–2      | 西三段目23枚目 2–5      | 西三段目49枚目 5–2      | 東三段目22枚目 休場 0–0–7   | 東三段目61枚目 5–2        | 東三段目35枚目 6–1          |
| 1980年 （昭和55年） | 東幕下55枚目 2–1–4      | 西三段目18枚目 5–2      | 東幕下54枚目 3–4        | 西三段目筆頭 2–5            | 西三段目25枚目 4–3        | 西三段目7枚目 3–4           |
| 1981年 （昭和56年） | 東三段目18枚目 4–3      | 西三段目6枚目 2–5       | 西三段目28枚目 5–2      | 東三段目3枚目 1–4–2         | 西三段目33枚目 4–3        | 東三段目24枚目 6–1          |
| 1982年 （昭和57年） | 西幕下46枚目 3–4        | 西幕下57枚目 4–3        | 東幕下46枚目 3–4        | 東三段目3枚目 5–2           | 西幕下37枚目 3–4          | 東幕下49枚目 2–5            |
| 1983年 （昭和58年） | 西三段目9枚目 3–4       | 東三段目28枚目 5–2      | 西幕下60枚目 5–2        | 東幕下39枚目 3–4            | 東幕下53枚目 3–4          | 西三段目3枚目 5–2           |
| 1984年 （昭和59年） | 西幕下42枚目 3–4        | 西幕下55枚目 4–3        | 東幕下41枚目 1–3–3      | 東三段目14枚目 5–2          | 西幕下48枚目 3–4          | 西幕下60枚目 4–3            |
| 1985年 （昭和60年） | 西幕下47枚目 4–3        | 西幕下33枚目 4–3        | 西幕下23枚目 4–3        | 東幕下16枚目 3–4            | 東幕下23枚目 5–2          | 西幕下10枚目 3–4            |
| 1986年 （昭和61年） | 東幕下20枚目 1–6        | 東幕下52枚目 4–3        | 西幕下38枚目 3–4        | 西幕下52枚目 1–6            | 西三段目27枚目 5–2        | 西三段目3枚目 4–1–2         |
| 1987年 （昭和62年） | 東幕下52枚目 6–1        | 西幕下25枚目 3–4        | 西幕下34枚目 4–3        | 東幕下24枚目 5–2            | 東幕下14枚目 優勝 7–0     | 東十両12枚目 5–10           |
| 1988年 （昭和63年） | 西幕下4枚目 3–4         | 東幕下7枚目 1–6         | 東幕下32枚目 2–5        | 東幕下54枚目 休場 0–0–7     | 東三段目34枚目 5–2        | 西三段目5枚目 3–4           |
| 1989年 （平成元年） | 西三段目18枚目 5–2      | 東幕下56枚目 3–4        | 西三段目7枚目 3–4       | 東三段目21枚目 4–3          | 東三段目4枚目 4–3         | 東幕下51枚目 2–3–2          |
| 1990年 （平成2年） | 西三段目13枚目 3–4      | 東三段目29枚目 5–2      | 西三段目2枚目 3–4       | 西三段目18枚目 3–4          | 西三段目35枚目 4–3        | 西三段目16枚目 5–2          |
| 1991年 （平成3年） | 東幕下51枚目 3–4        | 西三段目5枚目 4–3       | 西幕下51枚目 3–4        | 東三段目4枚目 3–4           | 東三段目19枚目 3–4        | 西三段目30枚目 4–3          |
| 1992年 （平成4年） | 東三段目18枚目 4–3      | 東三段目9枚目 4–2–1     | 東幕下57枚目 休場 0–0–7 | 東幕下57枚目 休場 0–0–7     | 東三段目37枚目 引退 0–0–7 | x                           |
| 各欄の数字は、「勝ち-負け-休場」を示す。 優勝 引退 休場 十両 幕下 三賞：敢=敢闘賞、殊=殊勲賞、技=技能賞 その他：★=金星 番付階級：幕内 - 十両 - 幕下 - 三段目 - 序二段 - 序ノ口 幕内序列：横綱 - 大関 - 関脇 - 小結 - 前頭（「#数字」は各位内の序列） |                         |                         |                         |                             |                           |                             |

## 改名歴
- 中尾 茂生（なかお しげお）1975年3月場所-1978年3月場所
- 福緑 茂生（ふくみどり-）1978年5月場所-1984年5月場所
- 福龍山 茂生（ふくりゅうやま-）1984年7月場所
- 福龍岳 茂生（ふくりゅうだけ-）1984年9月場所-1986年7月場所
- 中尾 茂生（なかお-）1986年9月場所-1987年9月場所
- 福龍岳 茂生（ふくりゅうだけ-）1987年11月場所-1988年7月場所
- 中尾 茂生（なかお-）1988年9月場所-1991年9月場所
- 福龍岳 茂生（ふくりゅうだけ-）1991年11月場所-1992年9月場所